# Lijst van voormalige watergedreven molens in Zuid-Holland
In Nederland zijn de meeste watergedreven molens langs de grens met Duitsland en België te vinden. Dit is de lijst van voormalige watergedreven molens in Zuid-Holland.

## VoormaligewatermolensinZuid-Holland
| Naam                   | Waterloop               | Plaats   | Gemeente | Provincie    | Type molen    | Functie  | Zichtbare restanten | Huidig gebruik | Foto |
| ---------------------- | ----------------------- | -------- | -------- | ------------ | ------------- | -------- | ------------------- | -------------- | ---- |
| Getijdenmolen Schiedam | getijdenmolen / Merwede | Schiedam | Schiedam | Zuid-Holland | getijdenmolen | diverse  | verdwenen           |                |      |
| Grote Volmolen         | getijdenmolen/ IJssel   | Gouda    | Gouda    | Zuid-Holland | getijdenmolen | volmolen | restant             | woonhuizen     |      |